# Vilma Nenganga
Vilma Nenganga (* 12. September 1996 in Luanda, Angola) ist eine angolanische Handballspielerin, die für die angolanische Nationalmannschaft aufläuft.

## Karriere
Nenganga läuft seit dem Beginn ihrer Vereinskarriere für den angolanischen Verein Atlético Petróleos Luanda auf. Mit der angolanischen Jugendnationalmannschaft nahm sie an den Olympischen Jugend-Sommerspielen 2014 in Nanjing teil, die Angola auf dem fünften Platz abschloss. Im darauffolgenden Jahr gewann die Rückraumspielerin mit der angolanischen Juniorinnennationalmannschaft die U-19-Afrikameisterschaft. Weiterhin nahm Nenganga im Jahr 2015 mit der angolanischen A-Nationalmannschaft an den Afrikaspielen in Brazzaville teil, bei der Angola die Goldmedaille gewann.
Die angolanische Juniorinnenauswahl war durch den Titelgewinn bei der Afrikameisterschaft für die im Juli 2016 ausgetragene U-20-Handball-Weltmeisterschaft qualifiziert, bei der Nenganga mit 50 Treffern den zehnten Platz in der Torschützinnenliste des Turniers belegte. Im Folgemonat lief sie für die angolanische A-Nationalmannschaft bei den Olympischen Spielen 2016 in Rio de Janeiro auf. Nenganga kam im Turnierverlauf in einem Spiel zu einem Kurzeinsatz. 2019 gewann sie mit Angola den Karpatenpokal. Zwei Jahre später folgte die Teilnahme an der Weltmeisterschaft, in deren Verlauf sie 15 Tore warf. Bei den Olympischen Spielen 2024 in Paris warf sie mit 26 Treffern die meisten Tore für die angolanische Auswahl.